# Lurabus

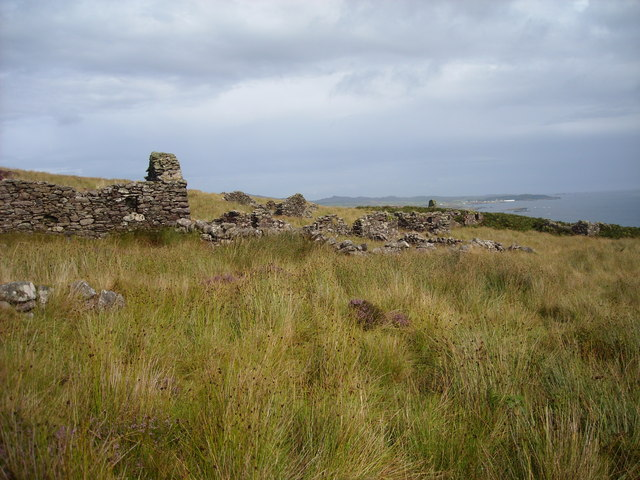
Einige verfallene Gebäude in Lurabus

Lurabus ist eine Wüstung auf der schottischen Hebrideninsel Islay. Lurabus befand sich an der Nordostküste der Halbinsel Oa etwa drei Kilometer südwestlich des Fährhafens Port Ellen und einen Kilometer südwestlich des Kaps Carraig Fhada. Lurabus gilt als die größte und besterhaltene Wüstung auf Oa.
Die Siedlung befand sich etwa 300 m von der Küste entfernt auf 75 m über dem Meeresspiegel. Die Ortschaft war über eine Straße, welche zahlreiche Siedlungen im Nordosten der Halbinsel miteinander verband an das Wegenetz angeschlossen. Die Straße führte im Süden an Lurabus vorbei. Die Gebäude stammen wahrscheinlich aus der ersten Hälfte des 19. Jahrhunderts. Der schon aus dem Spätmittelalter überlieferte Name ist nordischen Ursprungs. Es existiert ein Beleg, dass an diesem Ort im Jahre 1733 bereits Landwirtschaft betrieben wurde. Auf dem Siedlungsgebiet wurden Reste dreier Brunnen gefunden. Eine Wasserversorgung durch einen natürlichen Wasserlauf bestand nicht.
Ein Großteil der Gebäude befand sich im westlichen Teil und waren in Reihe errichtet. Anzeichen von Steinbrüchen in der Umgebung deuten darauf hin, dass das Baumaterial für die Bruchsteinhäuser lokal gebrochen wurde. Die Steine wurden wahrscheinlich teilweise mit Lehmmörtel verfugt, welcher im Laufe der Jahre verwitterte. Im Jahre 1816 lebten 120 Personen in Lurabus. Die Einwohnerzahl im Jahr 1861 lag praktisch unverändert bei 121 Personen, welche sich auf 19 Familien aufteilten.